# Veronika Rusch
Veronika Rusch (* 1968) ist eine deutsche Juristin und Schriftstellerin. Unter ihrem Namen sowie den Pseudonymen Fiona Blum, Jules Vitrac und Franziska Weidinger schreibt sie Romane, Kurzgeschichten und Theaterstücke.

## Leben
Veronika Rusch studierte Rechtswissenschaft und Sprachen (Italienisch und Spanisch) an der Universität Passau und arbeitete nach dem Studium als Rechtsanwältin überwiegend im Bereich Internationales Recht und Europarecht. Seit einigen Jahren arbeitet sie ausschließlich als freiberufliche Schriftstellerin. Ihr erstes Buch, Das Gesetz der Wölfe, erschien 2008. Ihre Werke reichen von Thrillern und Kriminalromanen bis zu Frauenliteratur. Auch hat sie mehrere Theaterstücke und Krimidinner verfasst. Ihre Bücher und Kurzgeschichten wurden mehrfach ausgezeichnet.
Veronika Rusch engagiert sich gegen Rassismus und Fremdenfeindlichkeit und beteiligte sich u. a. an einer YouTube-Kampagne der Vereinigung „Künstler mit Herz“ anlässlich der Landtagswahl in Bayern 2018 sowie an einer Kampagne der Huffington Post anlässlich der Flüchtlingskrise 2015.

## Rezeption
Veronika Rusch ist mit ihren Romanen in unterschiedlichen Genres erfolgreich und ihre Romane werden von Kritikern wie Lesern gelobt.
- „Fiona Blum beschreibt eine Liebesgeschichte, die erst mit dem letzten Satz des Buches wirklich beginnt – und die sich doch den ganzen Roman hindurch anbahnt. Denn Federica und Davide werden vom Schicksal aufeinander zu getrieben, ruhig, aber bestimmt, und dabei darf ein versehrter kleiner Kater den Amor spielen. Was kitschig hätte werden können, ist hier alles andere als das: Liebe auf drei Pfoten ist ein poetischer, im besten Sinne anrührender Roman, dessen eigenwillig-sensible Charaktere den Leser ebenso verzaubern wie der Schauplatz Rom.“[3]
- „Veronika Rusch zeigt sich auch in ihrem dritten Buch aus der Reihe als gute Geschichten-Erzählerin. Sie vermag den Leser zu fesseln, ihr Plot wirkt durchdacht und gut recherchiert. Die Dialoge sind stimmig und einfühlsam, dem zuweilen düsteren Inhalt angemessen.“[4]
- "Tödliches Elsass hat alles, was wir mit dieser wunderschönen Region verbinden: Natur pur, altes Fachwerk, gutes Essen, Wein und sehr viel Charme. Der Krimi hat darüber hinaus ein sehr verschiedenes und doch sehr effektives Ermittlerpaar, das auch in seinem dritten Fall überzeugt. Und er hat eine geradezu unheimliche Geschichte – schön schaurig in beschaulicher Kulisse.""[5]
- "Der Tod ist ein Tänzer ist ein großartiger historischer Roman, eine gelungene Mischung aus Fakten und Fiktion, unheimlich atmosphärisch und spannend bis zum Schluss. Dieser Roman macht unbedingt Lust auf Teil zwei und drei."[6]

## Werke

### Als Veronika Rusch
- 2008: Das Gesetz der Wölfe
- 2009: Brudermord
- 2010: Seelengift
- 2010: Die Todesgabe
- 2021: Die Josephine-Baker-Verschwörung  – Trilogie (Der Tod ist ein Tänzer, Die Spur der Grausamkeit, Die Dunkelheit der Welt)

### Als Fiona Blum
- 2015: Liebe auf drei Pfoten
- 2017: Frühling in Paris
- 2018: Das Meer so nah

### Als Franziska Weidinger
- 2013: Keine Sau hat mich lieb
- 2015: Auch Hühner träumen von Liebe

### Als Jules Vitrac
- 2016: Mord im Elsass
- 2018: Der Teufel von Eguisheim
- 2019: Tödliches Elsass

## Preise
- 2009 Agatha-Christie-Krimipreis: Veronika Rusch, Hochwasser
- 2013 Nominierung DELIA-Literaturpreis: Franziska Weidinger, Keine Sau hat mich lieb
- 2015 Ralf Bender Kurzkrimipreis: Veronika Rusch Über die Grenze
- 2016 DELIA-Literaturpreis: Fiona Blum Liebe auf drei Pfoten
- 2018 Nominierung Longlist DELIA-Literaturpreis: Frühling in Paris